# Tiny Dancer
〈Tiny Dancer〉는 엘튼 존의 노래로 버니 토핀의 가사를 가지고 있다. 이 음반은 존의 네 번째 음반인 《Madman Across the Water》에 나와 1972년에 싱글 음반으로 발매되었다. 미국에서는 2005년 5월 19일에 골드, 2011년 8월 19일에 플래티넘을, 미국 음반 산업 협회가 2018년 4월 26일에 3x 플래티넘을 인증했다. 영국에서 〈Tiny Dancer〉는 공식 싱글로 발매되지 않았음에도 불구하고 400,000장의 판매로 영국 축음기 협회에 의해 2018년 8월 17일 골드로 인증을 받았다. 이 곡은 2000년 영화 《올모스트 페이머스》에 출연한 이후 대중화되었다.

## 배경 및 가사
버니 토핀이 작사한 가사로, 이 곡은 존의 1971년 음반 《Madman Across the Water》의 오프닝 곡으로 처음 소개되었다. 이 곡의 가사는 1970년 토핀의 첫 미국 방문에서 영감을 받아 캘리포니아의 정신을 담아내려고 한 것인데, 그곳에서 그는 그가 만났던 여성들이 그가 고국인 영국에서 알게 된 여성들과 매우 대조적이라는 것을 알게 되었다. 토핀은 1973년 《롤링 스톤》 인터뷰에서 이 노래가 당시 아내였던 맥신 페이벨만에 관한 것이라고 밝혔다.

## 인증
| 국가                               | 인증        | 판매량/출하량 |
| ---------------------------------- | ----------- | ------------- |
| 영국 (BPI)                         | 플래티넘    | 600,000       |
| 미국 (RIAA)                        | 3× 플래티넘 | 3,000,000     |
| 판매량+스트리밍을 기반으로 한 인증 |             |               |